# Византолошки институт САНУ
Византолошки институт основан је марта 1948. године као научна установа Српске академије наука.
Од самог почетка рад Института почивао је на тимском раду научника ангажованих на различитим пројектима. У рад института нису били укључени само стални сарадници Института, него и колеге из сродних научних дисциплина и институција. Институт је дао значајан допринос развоју светске византологије, нарочито у проучавању византијских државних институција и идеологије, византијског друштвеног поретка позне епохе (XII–XV век) и, пре свега, византијско-српских односа. У више од шездесет година постојања Институт је непрекидно деловао под старањем Одељења историјских наука САНУ и у сарадњи са његовим члановима, третитран увек као организационо језгро свих научних активности у области византологије. Као такав, био је и остао једина научна организација овог профила у читавој нашој земљи, и у некадашњој Југославији и у Републици Србији.

## Научна делатност
Научна делатност Института била је од почетка интердисциплинарног карактера. Готово од самог оснивања истраживања су се спроводила у четири основна правца:
- Историја Византије и византијско-јужнословенских односа,
- Византијски извори за историју народа Југославије,
- Византијска књижевност и средњовековни грчки језик,
- Византијска и поствизантијска уметност.

У оквиру рада Института покренута су и два пројекта у сарадњи са сличним институцијама у свету, чији су први резултати и објављени: Грчки акти манастира Хиландара (са Институтом за византијске студије у Паризу), Византијски натписи на портретима из Македоније (са Институтом за византијске студије у Атини). Од 2002. до 2005. уведени су и развијани тзв. циљни пројекти (укључујући и поменуту сарадњу са иностраним партнерима): Actes de Chilandar II; Ктиторски натписи на фрескама XII-XIII века; Унутрашњи преображај Византије од X до XII века; Византијски извори за историју народа Југославије V. У 2006. години започет је петогодишњи циклус комбинованих пројеката, циљних и истовремено шире постављених: Последње столеће Византије и Србије (шеф пројекта Р. Радић), Византијски свет у променама (X-XII век) (шеф пројекта Љ. Максимовић), Зидно сликарство и натписи XIV и XV века (шеф пројекта Г. Суботић). Од јануара 2011. научна делатност Института обједињена је у четворогодишњем пројекту Традиција, иновација и идентитет у византијском свету (шеф пројекта Љ. Максимовић), интердисциплинарног карактера, у који су укључени домаћи и страни истраживачи.
Институт је представљао кичму организације неколицине научних скупова, међународних и домаћих. Године 1961. одржан је 12. међународни конгрес византолога у Охриду. На 22. међународном конгресу у Софији (август 2011) донета је одлука да се Београду повери организација наредног, 23. међународног конгреса 2016. Подсећамо да је Београд био домаћин и 2. конгреса, одржаног 1927. године.
Већ две деценије, сваке пете године одржава се национална конференција византолога. Прва је одржана 1990. у Задру (названа Југословенска конференција византолога), друга у Студеници 1995, трећа у Крушевцу 2000, а последње две, 2005. и 2010. у Београду. На националним конференцијама окупљају се научници свих генерација како из византологије тако и из других сродних научних дисциплина. Саопштења изложена на овим скуповима објављивана су у посебним публикацијама и у ЗРВИ.
Институт је током свог постојања био коорганизатор низа међудародних скупова, насталих као резултат билатералне сарадње. Последњих година, такви скупови били су везани за бугарско-српску (2008), француско-српску сарадњу (2010), а у плану су и нова научна окупљања, посебно један билатерални скуп са грчким колегама.

## Издавачка делатност
Институт је издавач три серије публикација. Од 1952. до данас објављено је 47 свезака Зборника радова Византолошког института, светски познатог часописа. Његова библиографска сигла – ЗРВИ / ZRVI – одавно је постала препознатљива у свету и наводи се у списковима скраћеница често цитираних публикација у свим значајнијим делима светске византологије. У оквиру издавачке делатности Института објављено је такође и 40 посебних, монографских издања, међу којима је и 5 књига (од планираних 7) у серији Византијски извори за историју народа Југославије.

## Директори
Институтом су до данас руководила тројица директора:
- Георгије Острогорски (1948–1976)
- Божидар Ферјанчић (1976–1998)
- Љубомир Максимовић (од 1998)

## Сарадници
Са својим међународним угледом и утицајем на разнолике медиевистичке студије у нашој земљи, као и због свог уникатног положаја код нас, Институт има добре основе за даљи развој научне дисцплине или, тачније речено, збира научних дисциплина које данас чине модерну византологију. Тренутно Институт има 12 сталних сарадника, који осим научне делатности, учествују у раду управних и других органа Института. Од њих су троје чланови САНУ, међу којима су двојица и чланови Атинске академије, а један Македонске академије наука и уметности. Поред њих, за пројекат Института у периоду 2011–2014. тренутно је везано још 6 домаћих и 3 страна истраживача.
Готово сви сарадници су често позивани на међународне научне скупове или као предавачи по позиву на иностране универзитете, неки су били или су сада уредници или сарадници међународних и националних енциклопедијских издања. Посебно је значајна чињеница што Институт представља језгро окупљања још десетак научних радника из сродних дисциплина, који на разне начине сарађују у институтским пројектима или у управљању Институтом. Ова пракса, која траје деценијама, показала се изванредном и представља у правом смилу речи узор мултидисциплинарне сарадње.
Стални сарадници Института:
- др Љубомир Максимовић, академик професор емеритус, директор Института
- др Гојко Суботић, академик
- др Мирјана Живојиновић, академик
- др Бојана Крсмановић, виши научни сарадник, заменик директора Института
- др Предраг Коматина виши научни сарадник
- др Љубомир Милановић, виши научни сарадник
- др Станоје Бојанин, научни сарадник
- др Срђан Пириватрић, научни сарадник
- др Дејан Џелебџић, научни сарадник
- др Бојан Миљковић, научни сарадник
- др Јована Шијаковић, научни сарадник
- др Милош Цветковић, научни сарадник
- др Тамара Илић, научни сарадник
- др Бојана Павловић, истраживач сарадник
- Милош Живковић, истраживач приправник

### Ранији сарадници
Институт је основао академик Георгије Острогорски (директор 1948–1976), уз кога су као први сарадници били Иванка Николајевић, Фрањо Баришић, Лидија Томић, Мила Рајковић, Бариша Крекић, као и службеници Зденко Маринковић и Борислав Радојчић. Сарадници Института, са пуним или делимичним ангажманом, били су Јадран Ферлуга, Божидар Ферјанчић (директор Института 1976–1998), Сима Ћирковић, Јованка Калић, Нинослава Радошевић, Иван Ђурић, Душан Кораћ. Међу млађим истраживачима института налазили су се Сања Мешановић, Ида Тот, Нада Зечевић, Срђан Рајковић, као и спољни сарадник, Влада Станковић.

## Радна тела института
- Директор: академик Љубомир Максимовић, професор емеритус
- Заменик директора: др Бојана Крсмановић, научни сарадник
- Секретар: Драгана Илић

### Научно веће Византолошког института
- председник НВ: академик Јованка Калић
- чланови НВ:

- - Гојко Суботић, академик
  - Љубомир Максимовић, академик
  - Мирјана Живојиновић, дописни члан САНУ
  - Милош Благојевић, академик
  - др Миодраг Марковић, ванредни професор Филозофског факултета Универзитета у Београду
  - др Станоје Бојанин, научни сарадник Византолошког института
  - др Бојана Крсмановић, научни сарадник Византолошког института
  - др Љубомир Милановић, научни сарадник Византолошког института

### Управни одбор Византолошког института
- председник УО: академик Гојко Суботић
- чланови УО:
  - Јованка Калић, академик
  - др Драган Богетић, научни саветник Института за савремену историју
  - др Бојана Крсмановић, научни сарадник Византолошког института
  - Др Станоје Бојанин, научни сарадник Византолошког института

### Редакциони одбор Зборника радова Византолошког института
- уредник ЗРВИ: академик Љубомир Максимовић
- секретар Редакције: мр Дејан Џелебџић
- чланови Редакције:

- - Мирјана Живојиновић (САНУ, Београд)
  - Јованка Калић (САНУ, Београд)
  - Вујадин Иванишевић (Археолошки институт, Београд)
  - Сергеј Карпов (Московский Госсударствений Университет, Москва)
  - Бојана Крсмановић (Византолошки институт САНУ, Београд)
  - Александар Лома (Филозоски факултет Универзитета у Београду/САНУ, Београд)
  - Љубомир Максимовић (САНУ, Београд)
  - Миодраг Марковић (Филозофски факултет Универзитета у Београду, Београд)
  - Клаудија Рап (Institut fur Byzantinistik und Neograzistik, Wien)
  - Гојко Суботић (САНУ, Београд)
  - Евангелос Хрисос (Парламент Републике Грчке, Атина)
  - Жан-Клод Шене (Centre de recherche d’Histoire et Civilisation de Byzance, Париз)
  - Петер Шрајнер (професор емеритус, Минхен)

## Библиотека Византолошког института
Институт располаже богатом стручном библиотеком од преко 20 000 примерака књига и часописа, допуњаваном последњих година првенствено на основу обимне међународне размене и пет значајних приватних завештања. Уз то, фонд библиотеке има комплементарни ослонац у библиотеци Семинара за византологију Филозофског факултета у Београду, нарочито у погледу ретких старијих издања. Институтска библиотека омогућава спровођење већег дела научних истраживања у Институту, а од огромне је користи многим стручњацима из сродних дисциплина и институција.